# Kharbaga

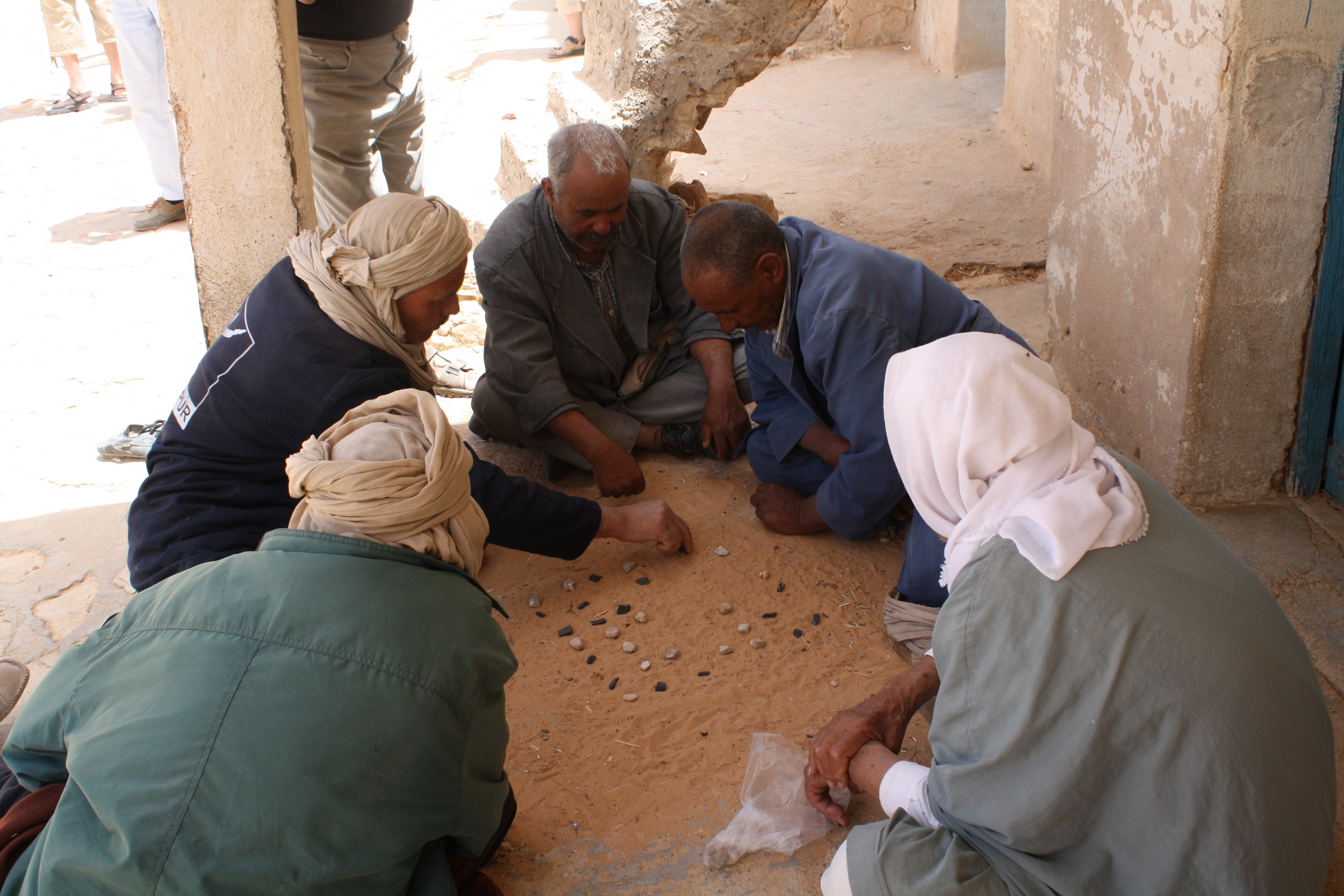
Joueurs de kharbaga au sud de la Tunisie

Le kharbaga, ou kharbga, est un jeu de société combinatoire abstrait traditionnel de l'Afrique du Nord. Ce jeu de stratégie utilise un damier carré de 7 cases sur 7 et 48 pions que se partagent 2 joueurs. Il correspond au jeu de « seega » ou « siga » pratiqué en Égypte, Éthiopie et Somalie avec un damier parfois plus petit de 5 cases sur 5 et 24 pions. On trouve la kharbga aussi en Libye.
Encore très présent dans les Aurès en Algérie et dans le sud de la Tunisie, le kharbaga est un passe-temps populaire des anciens dans les villages où il se joue avec des moyens sommaires : le damier est virtuel ou marqué dans le sable et les pions sont constitués de petits cailloux noirs et blancs ou de noyaux de dattes ou de capsules de soda. La formule rituelle "ach kalbak mat" avertit l'adversaire qu'il se fait prendre un pion.

## Déroulement d'une partie
Sans se préoccuper de la couleur des cases, les joueurs placent à tour de rôle chacun deux pions sur le damier sauf sur la case centrale ('Dar anas' = la maison du milieu, souvent marquée d'une croix). On déplace ensuite les pions d'une seule case, de manière orthogonale (pas en diagonale), en avançant ou en reculant verticalement ou horizontalement, dans le but de prendre un pion adverse en le coinçant verticalement ou horizontalement entre deux pions. Un pion posé par déplacement sur la case centrale est imprenable. L'objectif est de s'emparer de tous les pions de l'adversaire : le premier qui réussit à le faire a gagné. Quand la situation est bloquée, par exemple quand un joueur a réussi à protéger ses pions ou à enfermer les pions adverses avec une barrière, le joueur qui a capturé le plus de pions est vainqueur. Quand le nombre est égal, il y a match nul.
On trouve des tables de jeu de seega/kharbaga et des versions pour ordinateur.

## Précision
En Mauritanie et, en général à l’ouest de l’Afrique du Nord, le mot kharbga (kharbeg, kharbega, etc., de l’arabe KhRBQ « creuser, percer »), désigne un jeu semblable, pareillement disposé sur un tablier à 25, 49 ou 81 cases, mais où le mode de capture se fait par saut, comme aux dames. Certaines variantes ont même la possibilité de promouvoir un pion, qui devient ainsi « sultan ». Ce type de jeu est plutôt dénommé « zamma » en français. La kharbga tunisienne (et libyenne) se distingue du groupe « zamma » (dames) par son mode de capture par interception (et non en sautant comme aux dames), ce qui en fait un descendant possible du jeu romain des latroncules.
Il n’est pas interdit de penser que, dans l'ouest du Maghreb, la kharbga d’origine, telle qu’elle se joue plus à l’est, ait été contaminée par les dames européennes, plus précisément espagnoles, venues avec les morisques chassés d’Espagne.

## Galerie

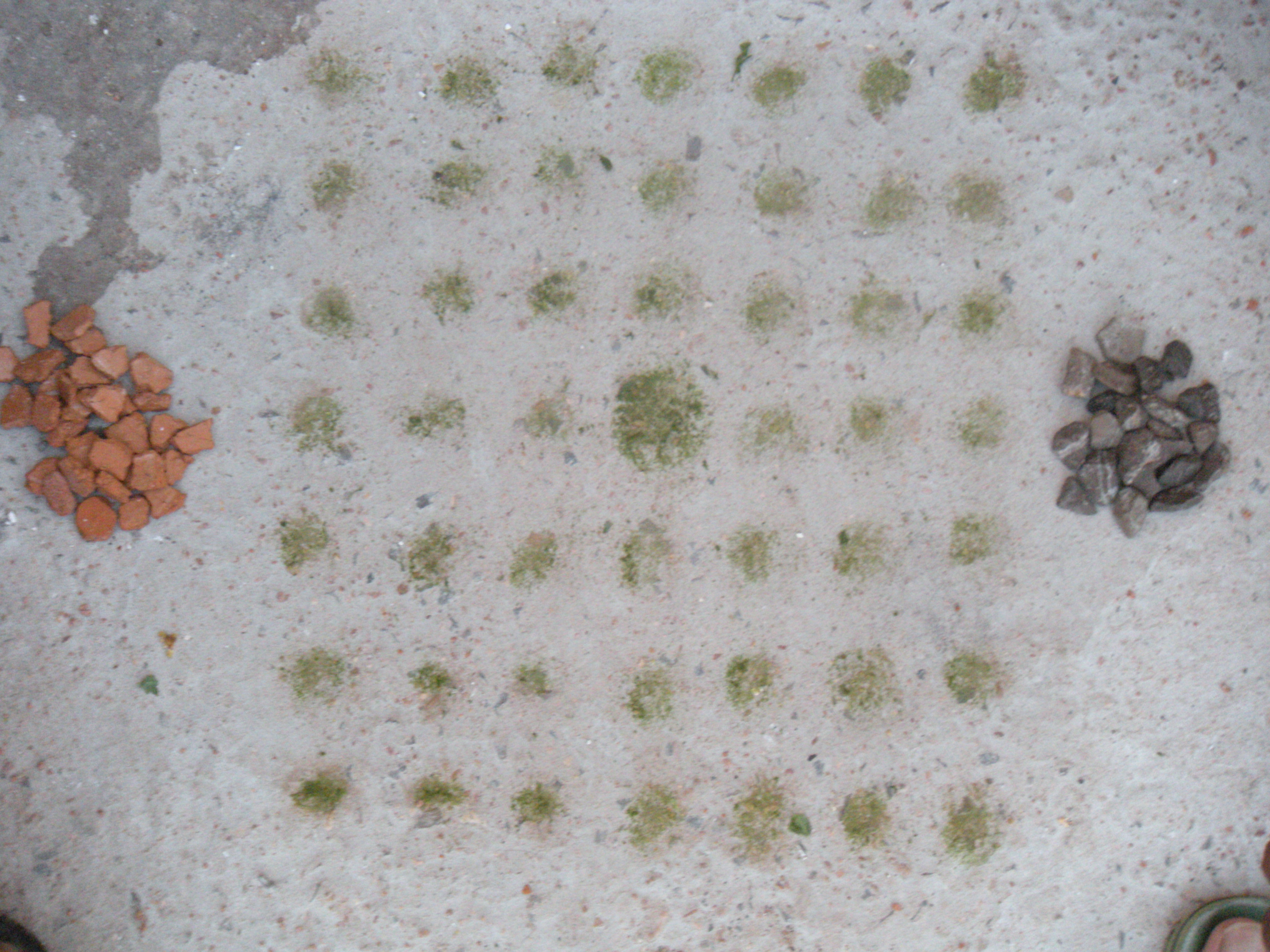
Khergbat prête pour le jeu à Aïn Touta près de Batna dans les Aurès
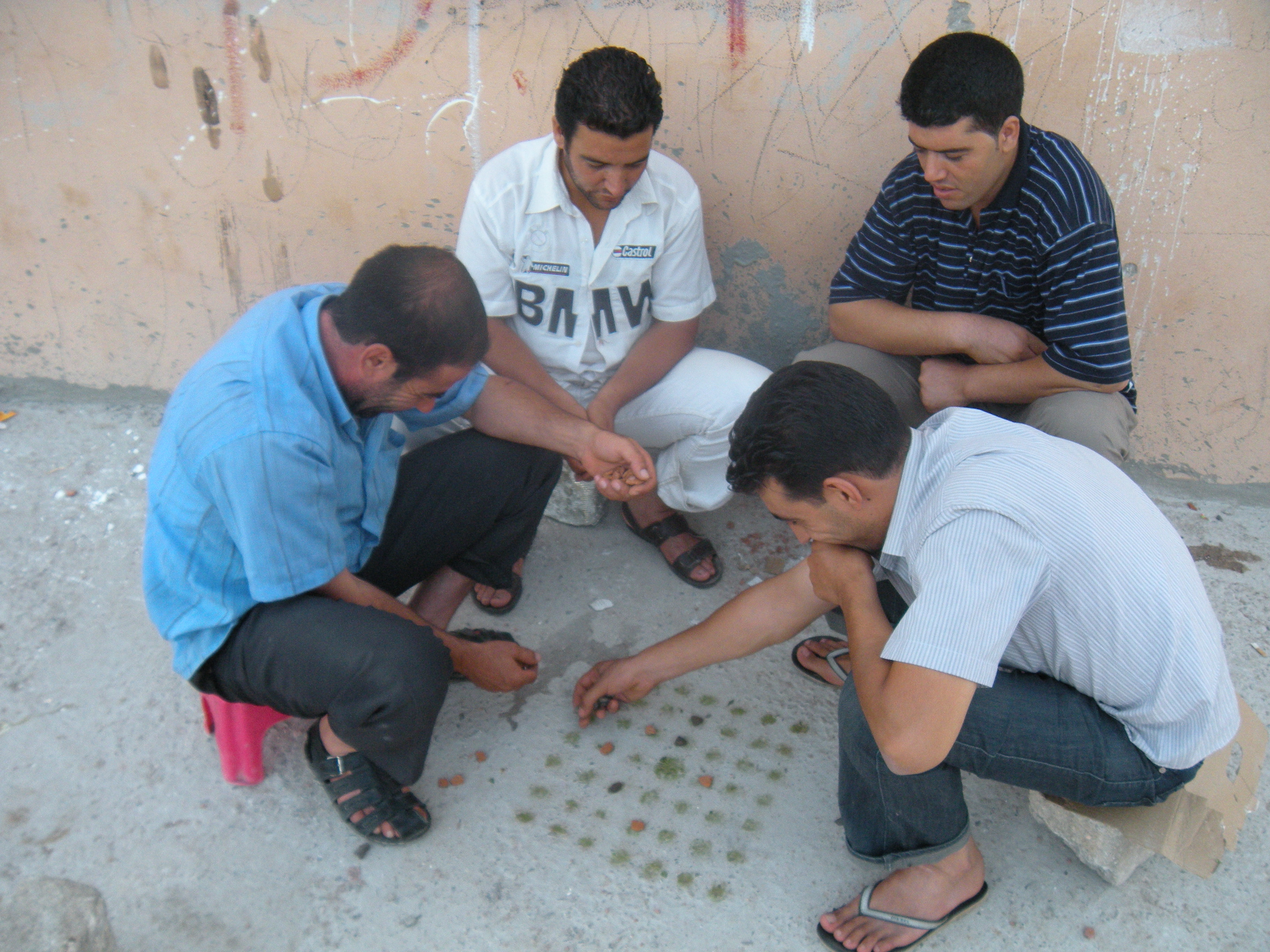
Jeunes joueurs chaouis de Khergbat à Aïn Touta près de Batna
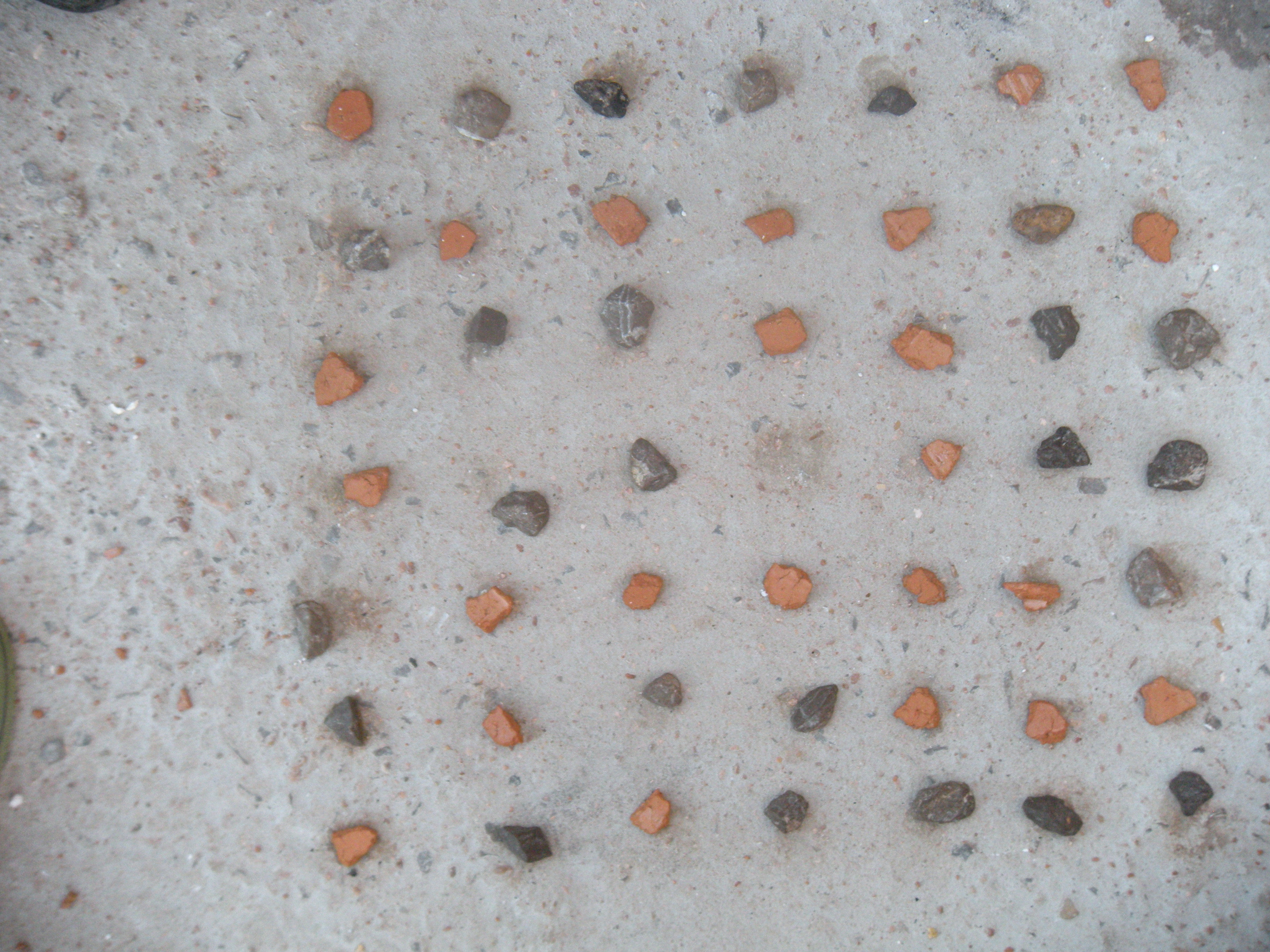
Khergbat, jeu chaoui des Aurès, avec les pions de jeu disposés sur la  Khergbat